# Louzy
Louzy é uma comuna francesa na região administrativa da Nova Aquitânia, no departamento de Deux-Sèvres. Estende-se por uma área de 18,64 km². Em 2010 a comuna tinha 1 381 habitantes (densidade: 74,1 hab./km²).